# Ondina Valla
Trebisonda (Ondina) Valla (Bologna, 20 mei 1916 - L'Aquila, 16 oktober 2006) was een Italiaans atlete.

## Loopbaan
Valla won tijdens de Olympische Zomerspelen 1936 de gouden medaille met op de 80 meter horden. Met het Italiaanse 4x100m team eindigde zij als vierde.

## Titels
- Olympisch kampioen 80m horden - 1936

## Belangrijkste prestaties

### 80 m horden
| Jaar | Wedstrijd | Plaats | tijd |
| ---- | --------- | ------ | ---- |
| 1936 | OS        | Goud   | 11,7 |

### 4 x 100 m
| Jaar | Wedstrijd | Plaats | tijd |
| ---- | --------- | ------ | ---- |
| 1936 | OS        | 4e     | 48,7 |

1932: Babe Didrikson ·
1936: Ondina Valla ·
1948: Fanny Blankers-Koen ·
1952: Shirley Strickland-de la Hunty ·
1956: Shirley Strickland-de la Hunty ·
1960: Irina Press ·
1964: Karin Balzer ·
1968: Maureen Caird
- World Athletics: 14558020